# سوپر جام فوتبال ایران ۱۴۰۴
سوپر جام فوتبال ایران ۱۴۰۴ یازدهمین دورهٔ مسابقهٔ سوپر جام فوتبال ایران است که میان باشگاه فوتبال تراکتور قهرمان لیگ برتر ۰۴–۱۴۰۳ و باشگاه فوتبال استقلال قهرمان جام حذفی ۰۴–۱۴۰۳ توسط فدراسیون فوتبال ایران برگزار شد.
در ابتدا قرار بود این بازی در تاریخ ۸ مرداد ۱۴۰۴ در ورزشگاه نقش جهان اصفهان برگزار شود ولی به علت جنگ ایران و اسرائیل این بازی به تعویق افتاد.

## مسابقه
| تراکتور                                                  | v | استقلال       |
| -------------------------------------------------------- | - | ------------- |
| امیرحسین حسین‌زاده پنالتی' (۸۶) · تومیسلاو اشترکالی ۱+۹۰' |   | ۱۲'روزبه چشمی |

قوانین مسابقه
- ۹۰ دقیقه وقت معمول مسابقه.
- ۳۰ دقیقه وقت اضافه در صورت لزوم.
- در صورتی‌که همچنان مسابقه مساوی بود، تیم برنده با ضربات پنالتی مشخص خواهد شد.
- هر تیم ۱۲ بازیکن ذخیره خواهد داشت.
- در طول مسابقه هر تیم اجازه ۵ تعویض دارند.
- در صورت کشیده شدن به وقت اضافه، یک تعویض دیگر نیز مجاز است.

## تغییر قانون
در این دوره از مسابقات با تغییر قانون درصورتی که یک تیم قهرمان جام حذفی و لیگ برتر شود سوپر جام بین دو تیم اول و دوم لیگ برتر برگزار می‌شود و دیگر جام به تیم قهرمان دو تورنمت داده نخواهد شد.

## باشگاه‌ها
| تیم     | عنوان                                | دیدارهای پیشین (اعداد پررنگ نشان‌دهنده قهرمانی) |
| ------- | ------------------------------------ | ---------------------------------------------- |
| تراکتور | قهرمان لیگ برتر فوتبال ایران ۰۴–۱۴۰۳ | ۱ مرتبه (۱۳۹۹)                                 |
| استقلال | قهرمان جام حذفی فوتبال ایران ۰۴–۱۴۰۳ | ۲ مرتبه (۱۴۰۱و ۱۳۹۷)                           |

اعداد پررنگ نشان‌دهنده قهرمانی در این فصل است.

## قهرمان
| قهرمان سوپر جام فوتبال ایران ۱۴۰۴ |
| --------------------------------- |
| تراکتور                           |
| نخستین قهرمانی                    |

## یادداشت
1. ↑  به دلیل جنگ ایران و اسراییل به تعویق افتاد